# Mind Control (videogioco)
Mind Control è un videogioco pubblicato nel 1984 per Commodore 64 dalla Advanced Computer Entertainment (ACE) e dalla Mastertronic. L'edizione ACE è costituita da un'unica schermata con un percorso a ostacoli, mentre nell'edizione Mastertronic venne aggiunta una fase iniziale a piattaforme, del tutto diversa. 
Venne sviluppato dai fratelli David e Richard Darling, divenuti successivamente i fondatori di Codemasters, utilizzando il motore grafico di Games Creator, un programma generatore di videogiochi da loro stessi realizzato.

## Trama
Il protagonista deve miniaturizzarsi per poter penetrare nel cervello di Zyco, un essere indistruttibile che schiavizza l'umanità, e colpire un centro nervoso che è il suo unico punto debole.

## Modalità di gioco
Il primo livello, presente solo nella versione Mastertronic, è a piattaforme ed è ambientato in un ospedale dove il pericolo sono i pazienti. Si controlla un omino dall'aspetto caricaturale in una schermata fissa di tre piani e si deve attraversare un percorso con porte, scalinate e buchi nel pavimento. Dai lati dello schermo entrano ed escono pazienti con bastone da passeggio o sulla sedia a rotelle che devono essere evitati, altrimenti si perde una vita. I controlli dell'omino sono limitati a camminare a destra e sinistra e saltare. Se si raggiunge la stanza di miniaturizzazione all'ultimo piano, un'animazione mostra il rimpicciolimento del personaggio e il suo ingresso nel cervello.
La seconda parte, che nella versione ACE è l'unica, è ambientata nel cervello di Zyco, mostrato di profilo, a schermata fissa. Le pieghe della corteccia cerebrale formano le pareti di un percorso irregolare da attraversare. Si controlla un minuscolo personaggio che può muoversi in tutte le direzioni e sparare un raggio laser, che però ha il solo scopo di distruggere il neurone gigante alla fine del percorso. I nemici sono quattro globuli bianchi indistruttibili che si muovono lungo traiettorie contorte e ripetitive. Se si tocca un globulo oppure le pareti il personaggio si reingrandisce e perde una vita. Questo livello si ripete più volte, forse indefinitamente, sempre con lo stesso aspetto, ma con velocità sempre maggiore dei nemici.
Tutti i livelli hanno anche un tempo limitato, rappresentato dal punteggio che diminuisce.